# رولان میتوراژ
رولان میتوراژ (فرانسوی: Roland Mitoraj‎؛ زادهٔ ۵ فوریهٔ ۱۹۴۰) بازیکن سابق فوتبال اهل فرانسه است.
از باشگاه‌هایی که در آن بازی کرده‌است می‌توان به باشگاه فوتبال سن-اتین، باشگاه فوتبال بوردو، و باشگاه فوتبال پاری سن ژرمن اشاره کرد.
وی همچنین در تیم ملی فوتبال فرانسه بازی کرده‌است.